# Animalism
Animalism es un álbum de estudio de la banda de rock británica The Animals, publicado en noviembre de 1966. El álbum incluye una colaboración con Frank Zappa ("All Night Long") y versiones de B.B. King, Ray Charles y Sam Cooke.

## Lista de canciones

### Lado A
1. "All Night Long" (Frank Zappa) - 2:46
2. "Shake" (Sam Cooke) - 3:11
3. "The Other Side of This Life" (Fred Neil) - 3:43
4. "Rock Me Baby" (B.B. King, Joe Josea) - 2:02
5. "Lucille" (Al Collins, Richard Penniman) - 2:19
6. "Smokestack Lightning" (Chester Burnett) - 5:19

### Lado B
1. "Hey Gyp" (Donovan Leitch) - 3:46
2. "Hit the Road, Jack" (Percy Mayfield) - 3:16
3. "Outcast" (Ernie Johnson, Edgar Campbell) (Álbum versión) - 2:35
4. "Louisiana Blues" (McKinley Morganfield) - 2:37
5. "That's All I Am to You" (Blackwell, Scott) - 2:08
6. "Goin' Down Slow" (Jimmy Oden) - 6:12

## Créditos
- Eric Burdon – voz
- Dave Rowberry – teclados
- Hilton Valentine – guitarra
- Chas Chandler – bajo
- John Steel – batería en "Outcast" y "That's All I Am to You"
- Barry Jenkins - batería